# Franz Kamprath
Franz Kamprath (* 29. Oktober 1871 in Neutitschein, Mähren; † 8. April 1952 in Wien) war ein römisch-katholischer Erzbischof.
Franz Kamprath empfing am 25. Juli 1894 die Priesterweihe in Wien. Er wurde zum Doctor theologiae promoviert und war unter anderem Geheimsekretär und Zeremoniar bei Kardinal Anton Josef Gruscha.
Am 15. Februar 1929 wurde er von Papst Pius XI. zum Titularbischof von Stadia und zum Weihbischof im Erzbistum Wien ernannt. Die Bischofsweihe spendete ihm Friedrich Gustav Kardinal Piffl am 31. März desselben Jahres. Nach Piffls Tod war er bis zur Ernennung Theodor Innitzers Kapitularvikar.
Ab 1939 war Kamprath Generalvikar und Dompropst im Erzbistum Wien. Am 18. Mai 1944 wurde Franz Kamprath von Papst Pius XII. zum Titularerzbischof von Carpathus ernannt.
Er war Ehrenmitglied der katholischen Studentenverbindungen K.Ö.H.V. Franco Bavaria Wien (ab 1930) und K.Ö.H.V. Nordgau Wien (ab 1934), beide im ÖCV.